# Comuna Krasnobirka, Radomîșl
Krasnobirka (în ucraineană Краснобірська сільська рада) este o comună în raionul Radomîșl, regiunea Jîtomîr, Ucraina, formată din satele Krasnobirka (reședința) și Krasnosilka.

## Demografie
Componența lingvistică a comunei Krasnobirka
     Ucraineană (97,83%)
     Rusă (1,87%)
     Alte limbi (0,3%)
Conform recensământului din 2001, majoritatea populației comunei Krasnobirka era vorbitoare de ucraineană (97,83%), existând în minoritate și vorbitori de rusă (1,87%).